# Folke Andersson (skulptör)
Karl Folke Andersson född 16 juli 1910 i Marieby församling i Jämtland, död 20 juli 1982 i Täby, var en svensk skulptör.
Folke Andersson studerade först teckning genom en Hermodskurs. År 1942 kommer han in på Konstfack i Stockholm, där han var elev till 1947. Bland hans offentliga verk kan nämnas altartavlorna till Möne kyrka och altartavlan till Brunflo begravningskapell.